# Augochloropsis nasuta
Augochloropsis nasuta är en biart som beskrevs av Jesus Santiago Moure 1944. Augochloropsis nasuta ingår i släktet Augochloropsis och familjen vägbin. Inga underarter finns listade.